# Бордениј Мари (Прахова)
Бордениј Мари (рум. Bordenii Mari) насеље је у Румунији у округу Прахова у општини Скорцени. Oпштина се налази на надморској висини од 333 m.

## Становништво
Према подацима из 2002. године у насељу је живело 1489 становника, од којих су сви румунске националности.